# Baniana bifida
Baniana bifida är en fjärilsart som beskrevs av Herrich-Schäffer 1868. Baniana bifida ingår i släktet Baniana och familjen nattflyn. Inga underarter finns listade i Catalogue of Life.